# Montague Birch
Charles Montague Birch (* 1884 in Leamington Spa; † 20. Februar 1947 in Bournemouth) war ein britischer Geiger und Dirigent.

## Leben
„Monty“, so sein Rufname, bekleidete die Position des zweiten Geigers im Bournemouth Municipal Orchestra, dem Vorläufer des 1954 umbenannten Bournemouth Symphony Orchestras. 1912 benannte ihn der Musikdirektor Dan Godfrey zu seinem Assistenzdirigenten. 1934 bewarb sich Birch vergebens um die Nachfolge Godfreys, der in den Ruhestand ging. Statt Birch entschied man sich für Richard Austin als Chefdirigenten. Als Folge des beginnenden Zweiten Weltkriegs reduzierte sich die Zahl der Orchester-Mitglieder bis 1940 auf nur noch 24 Musiker. Richard Austin resignierte angesichts des Aderlasses; Birch bekam seine Chance und lenkte das Orchester durch die Kriegsjahre. Gleichzeitig übertrug man ihm auch die Verantwortung für die Bournemouth Home Guard Band, für die er eigens den Home Guard Marsch The Carabiniers komponierte. Schon in früheren Jahren, nämlich 1913, komponierte er das Intermezzo Pizzicati für Streicher und 1923 Dance of the Nymphs. Beide Stücke spielte er mit dem Orchester auf 78rpm-Schellackplatten ein. Bereits 1907 komponierte er ein Processional March als Orgelmusik, 1911 folgte das Lied The Farmer's Lad mit eigenem Text. Birch lieferte auch die Musik für Cyril Delevantis Revue Bournemyth, die im Juni 1916 im alten Wintergarten in Bournemouth produziert wurde.
Nach dem Krieg besaß Birch gute Chancen zum Musikdirektor bestellt zu werden, starb aber am 20. Februar 1947; Rudolf Schwarz wurde zu seinem Nachfolger bestimmt.